# Ekvivalensförhållande
Ekvivalensförhållandet (Φ) anger vid förbränning relationen mellan den verkliga mängden bränsle i förhållande till syrgas, vanligen i en bränsleluftblandning, och det förhållande som gäller för en stökiometrisk blandning. Uttryckt som en ekvation:
{\displaystyle \phi ={\frac {\mbox{bränsle-till-syre-kvot}}{({\mbox{bränsle-till-syre-kvot}})_{st}}}={\frac {m_{br}/m_{syre}}{(m_{br}/m_{syre})_{st}}}={\frac {n_{br}/n_{syre}}{(n_{br}/n_{syre})_{st}}}}
där m betecknar massan, n betecknar antalet mol och suffixet st står för stökiometriska förhållanden. För en stökiometrisk blandning gäller Φ = 1. En blandning med överskott av bränsle, en så kallad "fet blandning" har Φ > 1, och en blandning med underskott av bränsle har Φ < 1.